# Langres
Langres je naselje in občina v severni francoski regiji Šampanja-Ardeni, podprefektura departmaja Haute-Marne. Leta 1999 je naselje imelo 9.586 prebivalcev.

## Geografija
Kraj leži v severnem predgorju Langreške planote. Je važno železniško križišče med Parizom in Baslom ter Dijonom in Nancyjem oz. Lillom.

## Administracija
Langres je sedež istoimenskega kantona, v katerega so poleg njegove vključene še občine Balesmes-sur-Marne, Champigny-lès-Langres, Chanoy, Chatenay-Mâcheron, Courcelles-en-Montagne, Culmont, Faverolles, Humes-Jorquenay, Marac, Mardor, Noidant-le-Rocheux, Ormancey, Peigney, Perrancey-les-Vieux-Moulins, Saint-Ciergues, Saints-Geosmes, Saint-Martin-lès-Langres, Saint-Maurice, Saint-Vallier-sur-Marne, Vauxbons in Voisines s 14.481 prebivalci.
Naselje je prav tako sedež okrožja, v katerem se nahajajo kantoni Auberive, Bourbonne-les-Bains, Fayl-Billot, Laferté-sur-Amance, Langres, Longeau-Percey, Neuilly-l'Évêque, Prauthoy, Terre-Natale in Val-de-Meuse s 46.842 prebivalci.

## Zgodovina
Langres je bil glavno mesto keltskega plemena Lingoni, v rimskem času imenovan
Andematunnum, kasneje Lingones.
S prihodom rimljanov je bil kraj utrjen, postal je pomembno križišče več rimskih cest. Po obdobju vpadov je kraj začel cveteti, tudi zaradi naraščajočega političnega vpliva svojih škofov, ki so pokrivali ozemlja Šampanje, Burgundskega vojvodstva in Franche-Comtéja. V 9. stoletju so pridobili pravico do kovanja denarja, v letu 927 tudi pravico do imenovanja vojaškega poveljnika kraja. Škof je imel naslov vojvode in najvišjega plemiča Francije. Težavna 14. in 15. stoletje sta bila zadosten razlog za okrepitev njegovih fortifikacij, katere so staremu delu še vedno dajale izgled utrjenega mesta, sam kraj pa je vstopil v obdobje kraljevega skrbništva. Renesansa je kraju vrnila blaginjo, v tem času so bile zgrajene številne javne, verske in vojaške zgradbe. V 19. stoletju jim je bila v "Vaubanovem slogu" dodana še citadella.

## Znamenitosti
Langres je na seznamu francoskih umetnostno-zgodovinskih mest.
- keltsko-rimski Slavolok zmage iz leta 20 pred našim štetjem;,
- sistem utrdb, zgrajenih v obdobju od rimskih časov do 19. stoletja,
- Katedrala Saint-Mammès de Langres (1150-1196),
- cerkev sv. Martina (12. do 15. stoletje),
- Châteu du Mont (15. stoletje),
- La tour Saint Ferjeux (1472),
- Les tours de Navarre et d'Orval (1511-1519),
- La tour Saint Jean (1540),
- La porte de l'Hôtel de Ville (1592),
- La porte Henry IV (1604-1846),
- La porte des Moulins (1647);
- Hôtel du Breuil de Saint-Germain (1760-1850),
- Le Collège Diderot s kapelo (1770),
- Hôtel de ville (1776-1783),
- La porte des Terreaux,
- La porte Boulière,
- La porte Longe-Porte,
- La tour Virot,
- La citadelle,

## Pobratena mesta
- Abbiategrasso (Italija),
- Beaconsfield (Združeno kraljestvo),
- Ellwangen (Nemčija).